# Christian Rauth
Christian Rauth, all'anagrafe Christian Roth (Parigi, 9 maggio 1950), è un attore, regista, drammaturgo, sceneggiatore e romanziere francese.

## Biografia
Christian Rauth è nato il 9 maggio 1950 a Parigi (Francia), oltre alla recitazione si occupa anche di regia, di drammaturgia e di sceneggiatura.

## Carriera
Christian Rauth ha iniziato la sua carriera come attore in teatro che iniziò e in seguito ha iniziato a lavorare anche come regista. Nel 1976 ha creato la sua compagnia teatrale ed ha anche co-scritto opere teatrali con Pierre Pelot.
Al cinema ha recitato soprattutto nel cortometraggio Omnibus, premiato nel 1992 a Cannes e nel 1993 agli Oscar, e di cui è coautore della sceneggiatura con Sam Karmann.
Dal 1989 al 2006 ha ricoperto il ruolo dell'ispettore René Auquelin nella serie Commissario Navarro (Navarro), insieme agli attori Roger Hanin, Sam Karmann e Daniel Rialet. Prima della morte di quest'ultimo, nel 2006, aveva collaborato con lui come nel 1999 ha creato la serie Les Monos per France 2. Dal 2002 al 2009 ha interpretato il ruolo del sindaco Hugo Boschi nella serie di TF1 Père et Maire, creata e scritta da lui stesso. È sponsor del Secours populaire français.
Nel 2019 è entrato a far parte del cast della miniserie Con l'aiuto del cielo (Prière d'enquêter), nel ruolo di Mathias e dove ha recitato insieme agli attori Sabrina Ouazani e Mathieu Spinosi.

## Vita privata
Christian Rauth è padre di cinque figli: dell'attrice Julie-Anne Roth, di Antonin Roth (morto nel marzo 2008), della cantante Héloïse Rauth, di Thomas Roth e di Justine Roth. Inoltre, è stato sposato con l'attrice Cécile Auclert.

## Filmografia

### Attore

#### Cinema
- L'Œil du maître, regia di Stéphane Kurc (1980)
- Rue barbare, regia di Gilles Béhat (1984)
- Urgence, regia di Gilles Béhat (1985)
- Charlie Dingo, regia di Gilles Béhat (1987)
- Iréna et les ombres, regia di Alain Robak (1987)
- Bienvenue à bord !, regia di Jean-Louis Leconte (1990)
- Aujourd'hui peut-être..., regia di Jean-Louis Bertuccelli (1991)
- Les Caprices d'un fleuve, regia di Bernard Giraudeau (1996)
- Tout le monde descend, regia di Laurent Bachet (1998)
- My Old Lady, regia di Israel Horovitz (2014)

#### Televisione
- Les Amours des années folles – serie TV, episodio La châtaigneraie (1980)
- Les Mystères de Paris – serie TV (1980)
- Les Amours des années grises – serie TV, episodio Histoire d'un bonheur (1982)
- Raison perdue, regia di Michel Favar – film TV (1984)
- Crime sur Megahertz, regia di Johannic Desclercs – film TV (1985)
- Les Cinq Dernières Minutes – serie TV, episodio Crime sur Megahertz (1985)
- Série noire – serie TV, episodio Le Cimetière des durs (1987)
- Le Vent des moissons – serie TV (1988)
- Série noire – serie TV, episodio Le manteau de Saint Martin (1988)
- Les Enquêtes du commissaire Maigret – serie TV, episodio Le Témoignage de l'enfant de chœur (1988)
- L'Agence – serie TV (1989)
- Commissario Navarro (Navarro) – serie TV (1989-2006)
- La Florentine – serie TV (1991)
- Fou de foot, regia di Dominique Baron – film TV (1992)
- Pepita, regia di Dominique Baron – film TV (1993)
- Pour une vie ou deux, regia di Marc Angelo – film TV (1995)
- Je m'appelle Régine, regia di Pierre Aknine – film TV (1996)
- Les Cordier, juge et flic – serie TV, episodio Le petit juge (1996)
- Les Lauriers sont coupés, regia di Michel Sibra – film TV (1997)
- La Vocation d'Adrienne – serie TV (1997)
- La Belle vie – serie TV (1997)
- Les Monos – serie TV (1999-2003)
- Joséphine, ange gardien – serie TV, episodio La Tête dans les étoiles (2001)
- Père et Maire – serie TV (2002-2009)
- Les copains d'abord, regia di Joël Santoni – film TV (2004)
- Monsieur Julien, regia di Patrick Volson – film TV (2010)
- La Vie en miettes, regia di Denis Malleval – film TV (2011)
- Camping Paradis – serie TV, episodio Roméo et Juliette au camping (2011)
- Commissaire Magellan – serie TV, episodio Pur sang (2011)
- Joséphine, ange gardien – serie TV, episodio De père en fille (2013)
- Cherif – serie TV, episodio Pressions (2014)
- Origines – serie TV (2014-2016)
- Mongeville – serie TV, episodio Faute de goût (2016)
- Le poids des mensonges, regia di Serge Meynard – film TV (2017)
- Nina – serie TV, episodio Love Song (2017)
- Caïn – serie TV, episodio La Pêche Miraculeuse (2018)
- Con l'aiuto del cielo (Prière d'enquêter) – miniserie TV, 6 episodi (2019-2023)
- L'Archer noir, regia di Christian Guérinel – film TV (2020)
- Les Pennac(s) – serie TV (2022)

#### Cortometraggi
- Omnibus, regia di Sam Karmann (1992)

### Sceneggiatore

#### Televisione
- Les Monos – serie TV, 4 episodi (1996-2001)
- Père et maire – serie TV, 21 episodi (2002-2009)
- Frère et Sœur, regia di Denis Malleval – film TV (2012)

#### Cortometraggi
- Omnibus, regia di Sam Karmann (1992)

## Teatro

### Attore
- Les Miracles di Antoine Vitez (1974)
- La Surface de réparation di Raymond Dutherque, diretto da Olivier Granier e Christian Rauth (1976)
- Utopopolis di Claude Prey, diretto da Mireille Larroche (1980)
- Ivres pour vivre di Jean Barbeau, diretto da Mireille Larroche (1980)
- Jardin sous la pluie di Alain Laurent, diretto da Théo Jehanne (1985)
- Les caïmans sont des gens comme les autres di Christian Rauth e Pierre Pelot, diretto da Jean-Christian Grinevald (1991)

### Regista
- La Surface de Réparation di Raymond Dutherque, diretto da Olivier Granier (1976)
- Contumax di Dorian Paquin, diretto da Chantal Granier (1978)
- Vous ne trouvez pas que ça sent la guerre? di Noël Simsolo e Paul Vecchiali (1979)
- Coup de crayon di Didier Wolff (1987)
- Baby boom (1988)

### Autore
- Les caïmans sont des gens comme les autres, scritto da Pierre Pelot, diretto da Jean-Christian Grinevald (1991)

## Opere

### Libri
- Le Brie ne fait pas le moine – edito da Baleine, ispirato alla serie Le Poulpe (1999)
- Crime pour L'Humanité in 36 nouvelles noires – edito da Hors Commerce (2004)
- Fin de Série – edito da Michel Lafon (2010)
- La petite mort de Virgil – edito da Boree Eds (2019)

## Doppiatori italiani
Nelle versioni in italiano dei suoi film e delle sue serie TV, Christian Rauth è stato doppiato da:
- Giancarlo Bini nel Commissario Navarro (prima voce)[12]
- Francesco Meoni[13] nel Commissario Navarro (seconda voce)[12]
- Paolo Maria Scalondro[14] in Con l'aiuto del cielo[15]

## Riconoscimenti
BAFTA - British Academy Film Awards
- 1993: Vincitore come Miglior cortometraggio per Omnibus

Festival di Cannes
- 1992: Vincitore della Palma d'oro per il cortometraggio Omnibus

Premio Oscar
- 1993: Vincitore come Miglior cortometraggio live action per Omnibus